# Pfungstädter Brauerei Hildebrand
 (mai 2021).
La Pfungstädter Brauerei Hildebrand est une brasserie à Pfungstadt, dans le Land de Hesse.

## Histoire
En 1831, le fondateur Justus Hildebrand brasse sa bière à Hahn, une municipalité voisine, devenu un quartier actuel de Pfungstadt. La brasserie s'appelle alors Zum Hirsch et est construite dans l'auberge Zum Hirschen dans l'actuelle Gernsheimer Straße 82. Alors que la production annuelle de la brasserie n'est initialement que de 200 hectolitres, elle connaît un tel succès au cours des années suivantes que l'entreprise est transférée à Pfungstadt en 1846. Avec le déménagement, la brasserie change son logo, passant d'un cerf à un fer à cheval avec les armoiries de la ville de Pfungstadt.
En 1855, Justus Ulrich commence sa formation dans la brasserie ; il deviendra directeur général de la brasserie et gendre du fondateur de la brasserie. La production augmentee continuellement, de 3 296 hl en 1861 à 13 000 hl en 1867. En 1868, une malterie est construite dans les locaux de la brasserie. La brasserie de Pfungstadt livre dans de nombreux pays et remporte des succès et des récompenses internationales. Grâce à son succès économique, la brasserie favorise la prospérité de toute la région.
Le marché des ventes diminue en raison des deux guerres mondiales et des restrictions commerciales associées. En 1945, la brasserie est occupée par les Alliés qui aident à la reconstruire. En 1955, l'entreprise est complètement modernisée et la production atteint pour la première fois 150 000 hl. Sur cette base, Pfungstädter devient l'une des plus grandes brasseries privées de Hesse, elle réalise en 2004 la plus grande production de bière de son histoire avec 473 000 hl.
La brasserie Schönberger de Groß-Bieberau est reprise par Pfungstadt et sa bière est désormais également produite à Pfungstadt. De plus, la Pfungstädter Brauerei  brasse la bière de la marque Köthener, une ancienne brasserie de Saxe-Anhalt. En outre, Pfungstädter Brauerei possède Brauerei Treiber GmbH à Ludwigshafen-Oggersheim jusqu'à sa radiation du registre du commerce en 2010. La Treiber-Bier  continuera à être brassée à Pfungstadt et est à nouveau commercialisée depuis 2015. En 2016, la brasserie Michelstädter Bier est reprise.
Il y a deux tavernes de brasserie : La première est ouvert en 1880 lorsque Justus Hildebrand acquiert le restaurant Sitte à Darmstadt, qui est toujours géré sous ce nom aujourd'hui. La Pfungstädter Brauereigasthof est la deuxième taverne de la brasserie, elle est située juste à côté du site de la brasserie à Pfungstadt.
Dans le cadre d'une Schutzschirmverfahren, une procédure dite « d’écran de protection » avant l'ouverture de la procédure collective, le site de la brasserie est vendu à l'entrepreneur Daniel Hopp (Mannheim) et au développeur de projet Conceptaplan (Dossenheim) à l'été 2020. Des appartements doivent y être construits. La brasserie est reprise par le fabricant d'usine Lauer GmbH (Seeheim-Jugenheim) le 1er décembre 2020. Il envisage de construire un centre de remplissage et de logistique dans une zone industrielle à Pfungstadt.
À compter du 1er mars 2021, la Pfungstädter Brauerei reprend la brasserie Michelsbräu de Babenhausen.
En avril 2023, la Pfungstädter Brauerei Hildebrand confie une partie de sa production à la brasserie Eder & Heylands Brauerei, située à Großostheim (Bavière), à environ 45 kilomètres de Pfungstadt.

## Production
Pfungstädter
- Edel Pils Premium
- Export
- Helles
- Alkoholfreies Bier
- Justus Weizen Hell
- Justus Weizen Kristall
- Justus Weizen Dunkel
- Justus Weizen alkoholfrei
- Braumeisterpils
- Schwarzbier
- Kellerbier
- Landbier
- Radler
- Radler alkoholfrei naturtrüb
- Sportweizen (mixte)
- Brauer Limo (Fassbrause)

Schönberger
- Landbier
- Ur-Pils
- Helles
- Weizen
- Schwarzbier

Treiber-Bier
- Treiber 1880 Original Helles
- Treiber Weizen
- Treiber Pils

Michelstädter Bier
- Pilsener
- Hefeweizen
- Dunkles